# La riconquista del forum
La riconquista del forum è il primo album dal vivo del gruppo musicale italiano Articolo 31, pubblicato il 12 novembre 2004 dalla Best Sound.

## Descrizione
Contiene il concerto dell'Italiano Medio Tour al Mediolanum Forum di Assago del 1º aprile 2004, introdotto da due brani inediti registrati in studio, Nato sbagliato e Barbecue. 
La versione live del brano I Consigli di un pirla è realizzata insieme a Grido.

## Tracce
CD
1. Nato sbagliato – 3:40
2. Barbecue – 3:02
3. Bestie mutanti – 4:11
4. Sputate al re – 3:12
5. Caravita – 2:51
6. Manate – 2:03
7. La canzone del dito – 3:10
8. Senza dubbio – 4:17
9. Spirale ovale – 4:35
10. 1972 – 3:21
11. A pugni col mondo – 4:39
12. I consigli di un pirla – 3:36
13. Cara mia ex – 5:13
14. La nuova stella del pop (Numero 1 in Italia) – 3:43
15. Non è un film – 4:17
16. La mia ragazza mena – 3:57
17. Commodore 64 vs. PC – 2:55
18. L'italiano medio – 5:28
19. Domani smetto – 2:45
20. Ohi Maria – 5:45

DVD
- Ripresa completa dell'Italiano Medio Tour
- Concerto commentato da J-Ax e DJ Jad
- Backstage
- Video:
  - La mia ragazza mena
  - Pere
  - Domani smetto
  - L'italiano medio
  - Senza dubbio

## Formazione
Gruppo
- J-Ax – rapping
- DJ Jad – scratch

Altri musicisti
- Space One – voce secondaria
- Fausto Cogliati – chitarra, cori
- Francesco "Nicotina" Bottai – chitarra, cori
- Michele "Mike" Vitulli – basso elettrico, basso synth, cori
- Ioris Salvatore – percussioni, tastiera, cori
- Steve Luchi – batteria